# General Sound
General Sound (также часто используется сокращение GS) — звуковая карта для клонов бытового компьютера ZX Spectrum распространенных на просторах бывшего Советского Союза. По сути представляет собой компьютер в компьютере — схожее техническое решение было применено в приставке SNES. Плата разработана и производилась фирмой X-Trade (Санкт-Петербург) в конце 1990-х годов (1997—1998). Также распространялась фирмами-производителями ZX Spectrum-совместимых компьютеров, Nemo (ZX Spectrum) и Scorpion. Позволяла воспроизводить 4-х канальную музыку в формате MOD, а также оцифрованные звуковые семплы, параллельно с работой компьютера, не снижая производительность его основного процессора. Применялась для озвучивания игр, прослушивания и создания музыки в формате MOD.

## Устройство
General Sound является одним из наиболее сложных устройств подобного назначения для ZX Spectrum-совместимых компьютеров. Она представляет собой самостоятельную микропроцессорную систему, с собственным процессором, памятью, ЦАП, и другими элементами. С компьютером она связана портом ввода-вывода, через который передаются данные и управляющие команды. Компьютеру достаточно загрузить нужные звуки и музыкальные композиции в память карты, и далее только передавать команды, такие как запрос на проигрывание нужного звука или мелодии, смену громкости, высоты звучания. Возможно также загрузить в память карты музыкальный модуль, запустить на проигрывание, сбросить компьютер, и работать с другими программами, при этом General Sound будет продолжать воспроизводить музыку.
Карта имеет краевой разъём для установки её в слот шины ZX-BUS (присутствующий на компьютерах KAY, Pentagon 1024SL и ZX Evolution), а при отсутствии такого слота может быть подключена к любому ZX Spectrum-совместимому компьютеру путём припаивания проводов к разъёму и нужным точкам схемы компьютера.
Из-за высокой сложности схемы, содержащей около 40 микросхем, и сравнимой со сложностью схемы самого компьютера, General Sound практически не изготавливалась любителями самостоятельно. Кроме того производители плат намеренно стирали со всех микросхем их названия.

## Программное обеспечение
Основное программное обеспечение находится в ПЗУ карты. Оно обеспечивает приём команд и данных от компьютера, воспроизведение музыки и звуковых эффектов.
Для карты было написано и адаптировано довольно большое количество программного обеспечения. Среди него:
- Плееры и сборники музыки с удобным интерфейсом
- Адаптированные версии популярных игр, озвученные для GS
- Редактор RIFF Tracker, позволяющий создавать музыку в формате MOD
- Ряд демо и интро

## Дополнительные возможности
General Sound имеет производительность, превосходящую производительность обычного ZX Spectrum-совместимого компьютера примерно в три раза. Также имеется возможность загрузки в память карты не только данных, но и исполняемого кода, который может выполняться в памяти карты.
В 2008 году группа NedoPC выпустила новую версию General Sound под названием NeoGS, где была увеличена память до 4 МБ, скорость процессора до 24 МГц, добавлен быстрый интерфейс передачи данных, поддержка формата MP3, интерфейса SD card и гибкая архитектура с возможностью перепрошивки на лету.
Возможно использование карты не только для проигрывания музыки и звуков, но и для выполнения сложных расчётов. Примеры такого использования: симулятор микросхемы звукогенератора AY-3-8910, адаптированная версия музыкального редактора, демо The Link .

## Технические характеристики
- Процессор: Zilog Z80H на частоте 12 МГц
- ПЗУ: 32 КБ (512 КБ flash ROM в NeoGS)
- ОЗУ: 128 КБ в базовом варианте, с помощью платы расширения увеличивается до 512 КБ, в NeoGS 2 МБ или 4 МБ
- Частота прерываний: 37.5 кГц (является также частотой дискретизации)
- Звуковые каналы: 4 (8 в NeoGS) независимых 8-разрядных канала с собственными ЦАП — отправкой данных на ЦАП занимается процессор — DMA режим не реализован
- Управление громкостью: 4 (8 в NeoGS) независимых 6-разрядных регулятора громкости, по одному для каждого канала
- Жестко привязанное стерео — 2 канала налево, 2 направо (в NeoGS 4 налево, 4 направо)
- Ограничение на длину семплов — семпл должен быть длиннее определённого значения (десятки-сотни байт), loop в семпле также должен быть длинным — иначе BIOS звуковой карты будет тормозить или просто повиснет
- Количество октав — 3
- Интерполяция — отсутствует